# Tupungato megye
Tupungato egy megye Argentína nyugati részén, Mendoza tartományban. Székhelye Tupungato.

## Népesség
A megye népessége a közelmúltban a következőképpen változott:
| Év   | Lakosság |
| ---- | -------- |
| 2001 | 28 364   |
| 2010 | 32 524   |